# سنت‌کاتالین
سِنت‌کاتالین (به مجاری:  Szentkatalin) یک شهرداری در مجارستان است که در ناحیه سنت‌لورینتس واقع شده‌است. سنت‌کاتالین ۱۳٫۳۱ کیلومتر مربع مساحت و ۱۳۷ نفر جمعیت دارد.